# Квітка папороті (міфологія)

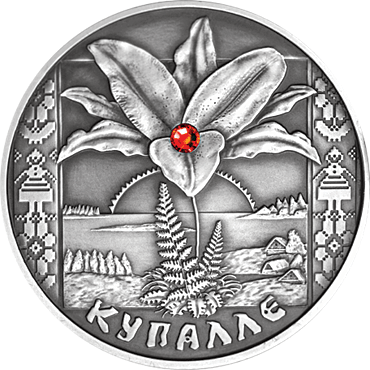
Квітка папороті на пам'ятній монеті Національного банку Білорусі

Кві́тка па́пороті, кві́тка ща́стя, кочеди́жник — в східнослов'янській міфології рідкісна чарівна квітка, що надає людині магічних здібностей до пошуку багатств, забезпечує достатком і удачею. За повір'ям, ця квітка нібито з'являється лише в купальську ніч, а знайти її може тільки молодий хлопець.

## У народних віруваннях

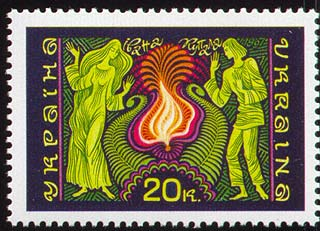
Марка України з квіткою папороті, присвячена святу Івана Купала. 1997 р.

За повір'ями, в купальську ніч молодий хлопець (часто неодружений або єдиний син у родині) може знайти квітку папороті. Для цього треба було піти в ліс, заздалегідь обравши місце, де росте папороть, і взяти з собою скатертину, на якій святилася паска, та освячений ніж. Потім належить накреслити ножем навколо папороті коло та окропити папороть святою водою й чекати. Розквітає квітка папороті щороку лише в цю ніч, або раз на 3 чи 5 років, або раз в житті для кожної людини. Впізнати її можна за сяйвом, яке випромінює квітка. Також описується, що квітне вона дуже швидко, червоним кольором, поширюючи незвичайні пахощі, виблискує наче срібло чи діаманти.
Забрати квітку заважає різна нечиста сила, намагаючись налякати шукача, або віднаджує, постаючи в подобі коханої дівчини. Вона може обдурити старих людей, які наважаться шукати квітку папороті, підсунувши в руку замість заповітної квітки обгорілу головешку, шматок гнилого дерева, гриб, кропиву чи будяк; від старого квітка сама відхилиться, а до молодого навпаки наближається. Якщо квітку таки вдається знайти молодому, її слід сховати під розрізану шкіру на мізинці, або під шапку чи під сорочку. Потім, за деякими переказами — взяти в руку полин або татарзілля й накреслити навколо себе крейдою коло та дочекатися других або третіх півнів, коли нечиста сила втрачає владу. Тут нечиста сила може обманути хлопця, закукурікавши, або постати в подобі чоловіка, що намагатиметься купити той одяг, де сховано квітку папороті. Піддавшись витівкам нечистої сили, хлопець втратить квітку, отримавши натомість тільки купу кісток або черепків, і потім заблукає в лісі.
Хто все ж відшукає квітку папороті, той нібито отримує змогу відмикати будь-які замки без ключа, зможе без зусиль розшукувати закопані скарби; рука, якою зірвано цю квітку, матиме чудодійну силу. Володар квітки зуміє причарувати будь-яку дівчину, матиме найбільший врожай, відвертатиме град, грім і зливу від своєї ниви; не боятиметься злих сил. Він з дружиною будуть завжди молоді та здорові, а діти здорові, працьовиті й добрі.

## Трактування образу

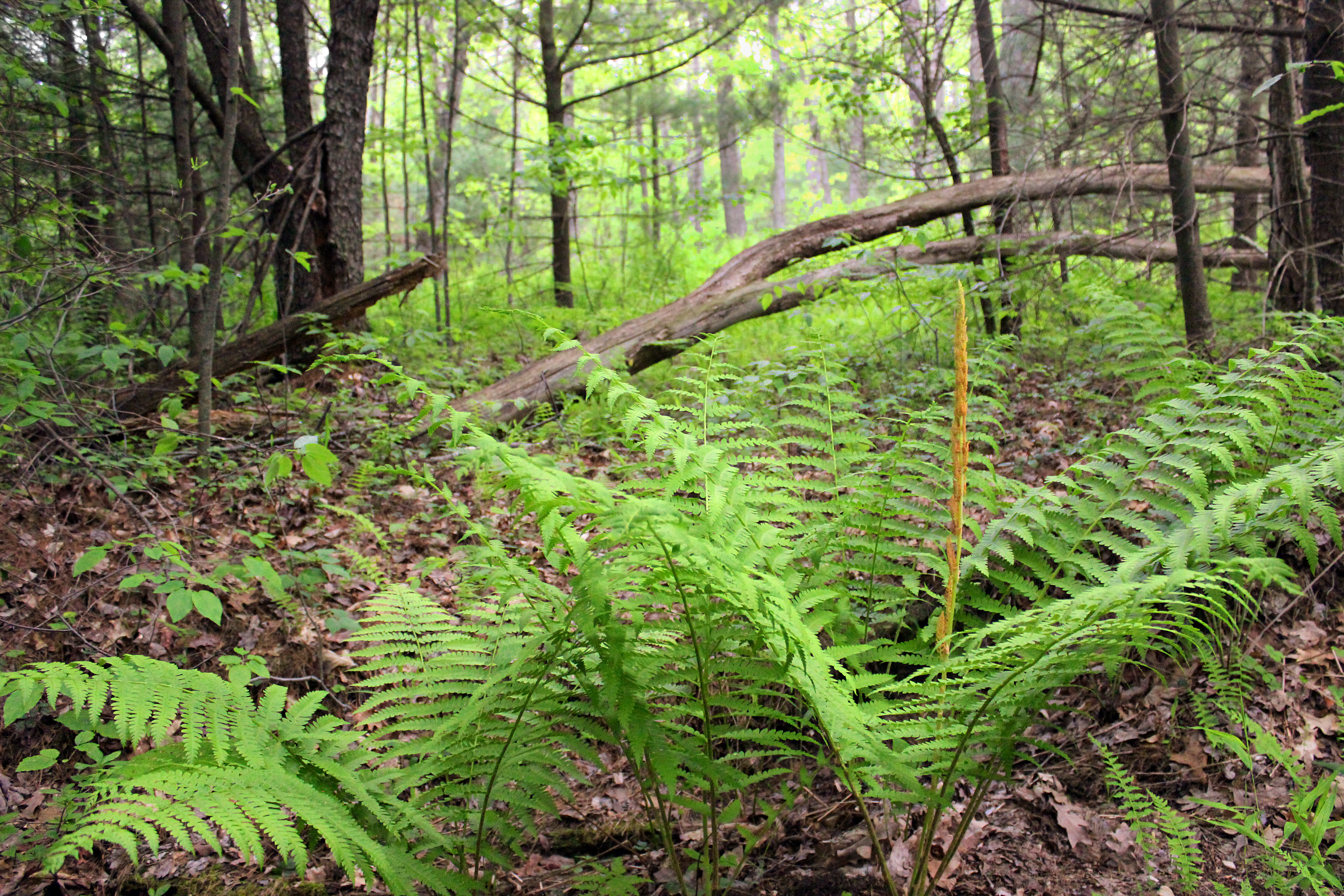
Спороносне листя папороті нагадує квітку

Часто перекази про квітку папороті трактуються як різновид східних легенд про чарівну траву або чарівний камінь царя Соломона «шамір», відомої також як саксіфрага (ломикамінь), про яку писав Пліній, що пізніше відома як «польська трава» або «розрив-трава». Проте одна й та ж назва може означати різні рослини в різних районах або в різний час, тому складно встановити що саме за рослина мається на увазі. Зв'язок квітки папороті з легендами про Соломона також сумнівний, вірогідніше, що квітка папороті — це виниклий незалежно образ.
Примітно, що назва «папороть» в фольклорі, як вказував польський філолог Єжи Горзельський — це збірна назва багатьох рослин, які зростають на заболочених землях. Разом з тим більшість із них все ж папороті в сучасному розумінні. Саме слово «папороть» походить від індоєвропейського елемента «pap-r», що означає «сітка» (звідси також «папір» і «папірус»). Отже, «квіткою папороті» може бути будь-яка з вологолюбних рослин з густим довгим листям.
Повір'я про цвіт папороті могло виникнути через те, що в папоротей родини Osmundaceae, а саме Osmunda regalis (чистоуст королівський), що зростає в Європі, листя поділяється на спороносне та стерильне. Спороносне листя справді нагадує квітку, ростучи між стерильним, та вирізняється стрілоподібною формою й розташуванням спорангіїв на верхівці стебла.
Російський етнограф-лінгвіст Олександр Страхов вважав, що квітка папороті виникла в фольклорі під християнським впливом як переосмислення розквітлого жезла Аарона.

## Квітка папороті в мистецтві
Квітка папороті згадується в білоруських казках, легендах і піснях. До легенд зверталися Микола Гоголь («Вечір проти Івана Купала»), Юзеф Крашевський («Квітка папороті»), Вінцент Дунін-Марцинкевич, Янка Купала («В купальську ніч», «Курган»), Якуб Колас («Ніч, коли папороть цвіте»), Михайло Камиш («На Купали»), Франтішек Олехнович (дитяча п'єса «Квітка папороті», 1916), Констанція Буйло («Квітка папороті»), Володимир Короткевич («В ту ніч», п'єса «Колиска чотирьох чарівниць»).
За лібрето Ольги Борисевич, Петруся Бровки і Петра Глєбки композитором Олексієм Туранковим створена опера «Квітка щастя» (1940). Багато років йде на сцені Театру юного глядача Співочого поля п'єса Івана Козела «Квітка папороті» (1957) в постановці режисера Любові Мозолевської. В постановці режисера М. Сокола в 2015 році відбувся перший показ мюзиклу «Квітка папороті».
На одній з вулиць Мінська встановлена скульптурна композиція Анатолія Анікейчика «Квітка папороті» (1967). В образотворчому мистецтві образ квітки папороті зустрічається в картинах Ганни Сілівончик, Андрія Дубія; великий гобелен Галини Кривоблоцької «Квітка папороті» висить у палаці культури міста Новогрудок. Відомий цикл фоторобіт мінських фотографів Ольги Сергєєвої та Альберта Цехановича «У пошуках квітки папороті».
У 1917 році в Слуцьку створена «Квітка папороті» — білоруське культурно-просвітницьке товариство, що мало 3 секції: краєзнавчу, літературну і драматично-хорову. Товариство виступало за пропаганду білоруської мови, культури і мистецтва. У 1920 році в складі товариства налічувалося понад 300 осіб.
Мотив пошуки квітки папороті використано в фільмі «Вечір на Івана Купала» (1968) режисера Юрія Іллєнка та мультфільм «Квітка папороті» (1979) Алли Грачової.
Квітка папороті є символом Білоруського державного університету.
На честь квітки названий дитячий танцювальний ансамбль у Дніпровському районі Києва.